# 하간군
하간군(河間郡, 河閒郡)은 중국의 옛 군이다. 군국제 시행 시에는 하간국(河間國)이기도 했다.

## 진
“하간태수”(河間太守), “하간위인”(河間尉印) 등이 써진 봉니가 출토되어 진나라 당시 이미 하간군이 존재했다는 증거로 보인다. 왕국유는 《진군고》에서 진나라가 조나라의 하간 땅을 취한 기사들을 모아 조나라가 망하기 전 하간군이 설치됐다고 했으나, 후효영은 이 하간 땅은 여불위의 봉지이지 군이 아니라며 실제 하간군은 진나라의 통일 이후 지나치게 큰 거록군을 쪼개어서 설치했을 것이라 주장했다. 치소는 불명확한데, 한대의 하간국의 서울인 악성현으로 추정하기도 한다. 문헌과 출토자료에서 확인되는 현은 다음과 같다.
| 현명 | 한자 | 대략적 위치                                    | 비고                                                                           |
| ---- | ---- | ---------------------------------------------- | ------------------------------------------------------------------------------ |
| 악성 | 樂成 | 허베이성 창저우 시 셴 현 악성성지              | 진나라 봉니 “악성지인”(樂成之印) 등                                            |
| 장무 | 章武 | 허베이성 창저우 시 황화 시 복의성(伏漪城) 유지 | 허베이성 황화 시 복의성 유지에서 출토된 도관 위의 진나라 도문 “무시”(武市)     |
| 고양 | 高陽 | 허베이성 바오딩 시 가오양 현                   | 진나라 봉니 “고양승인”(高陽丞印)                                               |
| 남피 | 南皮 | 허베이성 창저우 시 난피 현 북                  |                                                                                |
| 안평 | 安平 | 허베이성 헝수이 시 안핑 현                     | 전국 조나라 평수첨족포 “안평”(安平)포                                          |
| 문안 | 文安 | 허베이성 랑팡 시 원안 현 북동                  | 전국 연나라 관인 “문안도사도”(文安都司徒)                                      |
| 막   | 鄚   | 허베이성 창저우 시 런추 시 북 막주진(鄚州鎭)   | 1965년 출토된 연나라 계통 “막”(莫)과                                           |
| 중읍 | 中邑 | 허베이성 창저우 시 창 현 경계                  | 전국 조나라 방족포 “중읍”(中邑)포                                              |
| 아무 | 阿武 | ?                                              | 전국 제나라 계통 병기 “아무”(阿武)과                                           |
| 무원 | 武垣 | 허베이성 창저우 시 허젠 시 남서                | 전세 전국 조나라 병기 “오년방사구”(五年邦司寇)검 몸에 진나라 명문 “무원”(武垣) |

## 전한
응소는 두 강[河]의 사이에 있어서 하간이라 이름했다고 했고, 하작은 그 두 강은 호지하와 호지별하라고 했다. 고제 10년(기원전 197년) 일어난 진희의 난 전에 이미 조연(趙衍)과 장상여가 하간수를 서로 이어받으므로 그 전에는 이미 존재했다. 주진학은 고제 9년(기원전 198년) 장오가 조나라 왕에서 쫓겨나고 유여의가 그를 대신하기 전에 세워진 것으로 추측했다. 이 군은 연나라와 접경하고 있는데, 연나라에서 나중에 갈려나오는 탁군의 속현인 여오현(蠡吾-)과 중수현(中水-)이 원래 이 군에 속했으므로 이 일대의 고양(高陽)·무원(武垣)·중수·요양(饒陽)·여오·안평(安平) 등이 고제 12년(기원전 195년) 연나라 일대로 넘어간 것으로 보인다.
문제 2년(기원전 178년), 조나라에서 분할돼 조나라 왕 유수의 아우 하간문왕 유벽강을 왕으로 모시는 하간나라의 봉토가 됐다. 하간애왕 원년(기원전 165년), 애왕이 후사 없이 죽어 왕국은 폐해지고 그 영역은 하간군·발해군·광천군으로 분할됐다.
경제 2년(기원전 155년), 경제의 아들 하간헌왕을 왕으로 삼아 부활했다.
기주자사부에 속했다. 원시 2년(2년)의 인구조사에 따르면 45,043호, 187,662명이 있었다. 아래의 속현 목록은 《한서》지리지의 내용이다. 원연·수화 연간(기원전 8년 무렵)의 현황으로 여겨지며, 총 4현이다. 서울은 악성현이다.
| 현명   | 한자   | 대략적 위치           | 비고                                                                                       |
| ------ | ------ | --------------------- | ------------------------------------------------------------------------------------------ |
| 악성현 | 樂成縣 | 창저우시 셴 현 남동   | 호지별수(虖池別水)가 호지하(虖池河)에서 갈려나와 동으로 동광현에 이르러 호지하로 들어간다. |
| 후정현 | 候井縣 | 헝수이시 푸청 현 북동 |                                                                                            |
| 무수현 | 武隧縣 | 헝수이시 우창 현 북서 |                                                                                            |
| 궁고현 | 弓高縣 | 헝수이시 푸청 현 남   | 호지별하(虖池別河)가 호지하에서 갈려나와 동으로 평서현에 이르러 바다로 들어간다.           |

다음은 하간왕국에서 갈려나온 왕자후국으로, 총 25국이다. 이 중 한서 지리지의 현황으로 추측되는 원연·수화지간(기원전 8년) 이후 봉해진 후국이 6국이다.
| 이름       | 봉해진 때                   | 폐해진 때               | 왕자후표의 말격 | 지리지의 소속 군 |
| ---------- | --------------------------- | ----------------------- | --------------- | ---------------- |
| 자(玆)     | 원광 5년(기원전 130년) 정월 | 원삭 3년(기원전 126년)  |                 |                  |
| 방광(旁光) | 원삭 3년(기원전 126년) 10월 | 원정 원년(기원전 116년) | 위              |                  |
| 거양(踞陽) | 원삭 3년(기원전 126년) 10월 | 원정 5년(기원전 112년)  |                 |                  |
| 누(蔞)     | 원삭 3년(기원전 126년) 10월 | 건시 4년(기원전 29년)   |                 |                  |
| 아무(阿武) | 원삭 3년(기원전 126년) 10월 | 시건국 원년(9년)        |                 | 탁               |
| 삼호(參戶) | 원삭 3년(기원전 126년) 10월 | ?                       |                 | 발해             |
| 주향(州鄕) | 원삭 3년(기원전 126년) 10월 | 시건국 원년(9년)        |                 | 탁               |
| 평성(平城) | 원삭 3년(기원전 126년) 10월 | 원수 3년(기원전 120년)  |                 | 발해             |
| 광(廣)     | 원삭 3년(기원전 126년) 10월 | 원정 5년(기원전 112년)  | 발해            |                  |
| 갑서(蓋西) | 원삭 3년(기원전 126년) 10월 | 원정 5년(기원전 112년)  | 위              |                  |
| 중(重)     | 원삭 4년(기원전 125년) 4월  | 원수 2년(기원전 121년)  | 평원            |                  |
| 심양(沈陽) | ? (무제 재위 중)            | ?                       | 발해            |                  |
| 경성(景成) | 지절 2년(기원전 68년) 4월   | ?                       | 발해            | 발해             |
| 평제(平堤) | 지절 2년(기원전 68년) 4월   | ?                       | 거록            | 신도             |
| 낙향(樂鄕) | 지절 2년(기원전 68년) 4월   | ?                       | 거록            | 신도             |
| 고곽(高郭) | 지절 2년(기원전 68년) 4월   | ?                       | 거록            | 거록             |
| 양흥(陽興) | 오봉 원년(기원전 57년) 12월 | 건시 2년(기원전 31년)   | 탁              |                  |
| 두량(竇梁) | 건시 2년(기원전 31년) 정월  | 하평 원년(기원전 28년)  |                 |                  |
| 광창(廣昌) | 수화 원년(기원전 8년) 6월   | 시건국 원년(9년)        |                 |                  |
| 도안(都安) | 수화 원년(기원전 8년) 6월   | ?                       |                 |                  |
| 낙평(樂平) | 수화 원년(기원전 8년) 6월   | 시건국 원년(9년)        |                 |                  |
| 남창(南昌) | 건평 2년(기원전 5년) 5월    | 시건국 원년(9년)        |                 |                  |
| 의화(宜禾) | 원수 2년(기원전 1년) 4월    | 시건국 원년(9년)        |                 |                  |
| 부춘(富春) | 원수 2년(기원전 1년) 4월    | 시건국 원년(9년)        |                 |                  |

그 중 왕자후 본인이 아닌 왕자후의 후손으로서 조상과는 다른 지역에 봉해진 후가 하나 있다.
| 이름   | 봉해진 때              | 폐해진 때 | 조상의 봉국 |
| ------ | ---------------------- | --------- | ----------- |
| 막(鄚) | 원연 원년(기원전 12년) |           | 고곽후      |

## 신
군의 이름을 삭정(朔定)으로 고치고 다음 현의 이름을 고쳤다.
| 전한 | 신         |
| ---- | ---------- |
| 악성 | 육신(陸信) |
| 무수 | 환수(桓隧) |
| 궁고 | 악성(樂信) |

## 후한
광무제가 한나라를 재건한 뒤 일시적으로 신도군에 통폐합시켰다가 90년(영원 2년)에 하간국(河間國)으로 복구시켰다. 낙양에서 북쪽으로 2,500리거리에 있으며 11성 93,754호 634,421명을 거느렸다. 후정현은 폐지되었고 무수현은 안평국으로 이관되었다.
| 현명     | 한자     | 대략적 위치           | 비고                                                                                     |
| -------- | -------- | --------------------- | ---------------------------------------------------------------------------------------- |
| 악성현   | 樂成縣   | 창저우시 셴 현 동남   |                                                                                          |
| 궁고현   | 弓高縣   | 헝수이시 푸청 현 남   | 후한말기 폐지되었다.                                                                     |
| 역현     | 易縣     | 바오딩시 슝현 북서    | 탁군에서 이관되었다.                                                                     |
| 무원현   | 武垣縣   | 창저우시 허젠시 남서  | 탁군에서 이관되었다.                                                                     |
| 중수현   | 中水縣   | 창저우시 셴현 북서    | 탁군에서 이관되었다.                                                                     |
| 막현     | 鄚縣     | 창저우시 런추시 북    | 탁군에서 이관되었다. 원소의 부장으로 들어갔다 후에 조조의 부장이 되었던 장합의 고향이다. |
| 고양현   | 高陽縣   | 바오딩시 가오양현 동  | 탁군에서 이관되었다.                                                                     |
| 문안현   | 文安縣   | 랑팡시 원안 현        | 발해군에서 이관되었다.                                                                   |
| 속주현   | 束州縣   | 창저우시 허젠 시 북동 | 발해군에서 이관되었다.                                                                   |
| 성평현   | 成平縣   | 창저우시 보터우 시 북 | 발해군에서 이관되었다.                                                                   |
| 동평서현 | 東平舒縣 | 랑팡시 다청 현        | 발해군에서 이관되었다.                                                                   |

## 위진
211년(건안 16년) 전은(田銀)이라는 자가 이곳에서 모반을 일으키자 선비족의 대인이었던 가비능이 이를 진압했다.
222년(황초 3년)에서 224년(황초 5년)까지 일시적으로 국으로 복구되었다가 다시 군으로 격하되었다. 253년(가평 5년)부터 265년(태시 원년)까지 폐지된 장무군의 일부 속현을 본군에 내속시켰다. 265년 국으로 다시 격상되었다가 277년군으로 격하되었다. 서진시기 하간군은 6현 2,7000호를 거느리고 있었다.
| 현명     | 한자     | 비고                                          |
| -------- | -------- | --------------------------------------------- |
| 악성현   | 樂成縣   |                                               |
| 무원현   | 武垣縣   |                                               |
| 막현     | 鄚縣     |                                               |
| 역성현   | 易城縣   | 후한말기 역현에서 지금의 이름으로 개명되었다. |
| 중수현   | 中水縣   |                                               |
| 성평현   | 成平縣   |                                               |
| 동평서현 | 東平舒縣 | 265년 복구된 장무군으로 이관되었다.           |
| 문안현   | 文安縣   | 265년 복구된 장무군으로 이관되었다.           |
| 속주현   | 束州縣   | 265년 복구된 장무군으로 이관되었다.           |
| 고양현   | 高陽縣   | 265년 신설된 고양국으로 이관되었다.           |

## 북위
4개현 35,809호 148,565명을 관할했으며 장무군, 고양군과 함께 영주(瀛州)에 속했다. 영주의 치소를 지금의 허젠 시에 있던 조도군성(趙都軍城)에 두었다.
| 현명   | 한자   | 대략적 위치                     | 비고                                                                      |
| ------ | ------ | ------------------------------- | ------------------------------------------------------------------------- |
| 무원현 | 武垣縣 | 창저우 시 쑤닝현 동남 7.8km지점 | 무원성(武垣城,무원현의 위치와 같다.)과 소릉성(小陵城)이 현 경내에 있었다. |
| 악성현 | 樂城縣 | 창저우 시 셴 현                 | 치소를 하간성에 두었다. 고평릉(高平陵), 이왕릉(二王陵)이 현경내에 있었다. |
| 중수현 | 中水縣 | 창저우 시 셴 현 맥남향일대?     |                                                                           |
| 막현   | 鄚縣   | 창저우 시 런추 시 막주진        | 아릉성(阿陵城)에 치소를 두었다.                                           |

## 수
주현제를 실시할 때는 영주(瀛州)로 불렸다. 13현 173,883호를 거느렸다.
| 현명   | 한자   | 대략적 위치                     | 비고 |
| ------ | ------ | ------------------------------- | --- |
| 하간현 | 河間縣 | 창저우 시 허젠시                | 하간군의 치소가 위치했다. 개황초 하간군이 폐지되고 영주가 설치되면서 영주의 치소가 되었고 대업초 하간군이 복구됨에 따라 무원현을 통폐합했다.                 |
| 문안현 | 文安縣 | 랑팡 시 원안현 좌각장진일대     | 호리전(狐狸澱)이 현경내에 있었다. |
| 악수현 | 樂壽縣 | 창저우 시 셴 현                 | 598년(수문제 개황 18년) 악성현(樂城縣)에서 광성현(廣城縣)으로 개명되었다가 인수초에 지금의 이름으로 개명되었다.                                              |
| 속성현 | 束城縣 | 창저우 시 허젠 시 속성진        | 북제에서 속주현을 폐함에 따라 폐지되었다가 596년(수문제 개황 16년)지금의 이름으로 개명되어 복구되었다.                                                       |
| 경성현 | 景城縣 | 창저우 시 창 현 최이장진 경성촌 | 598년 성평현(成平縣)에서 지금의 이름으로 개명되었다. |
| 고양현 | 高陽縣 | 바오딩 시 가오양 현 동          | 개황초 고양군이 폐지됨에 따라 하간군의 속현으로 들어왔다. 596년 포주(蒲州)가 신설됨에 따라 독립했지만 대업초에 포주가 폐지되면서 하간군의 속현으로 들어왔다. |
| 막현   | 鄚縣   | 창저우 시 런추 시 막주진        | 북제때 역성현(易城縣)을 통폐합했다. 개황연간에 일부가 영녕현으로 분리되었으나 대업초에 폐지되었다.                                                           |
| 박야현 | 博野縣 | 바오딩 시 리 현                 | 북위에서 박륙현(博陸縣)을 박야현으로 개명했다. 북제에서 여오현(蠡吾縣)을 통폐합했다. 군자전(君子澱)이 있었다.                                                |
| 청원현 | 淸苑縣 | 바오딩 시                       | 본래 악향현(樂鄕縣)이었다. 북제가 번흥현(樊興縣), 북신성현(北新城縣), 청원현, 악향현을 영녕현(永寧縣)에 통폐합했다. 598년 청원현으로 개명되었다.             |
| 장로현 | 長蘆縣 | 창저우 시                       | 개황초에 설치되었다. 일시적으로 현에서 장하군(漳河郡)이 분리되었다가 없어졌다. 596년 경주(景州)가 설치되었으나 대업초에 폐지되었다.                          |
| 평서현 | 平舒縣 | 랑팡 시 다청 현                 | 장무군의 치소였으나 개황초 장무군이 폐지됨에 따라 하간군으로 내속되었다.                                                                                     |
| 노성현 | 魯城縣 | 창저우 시 황화 시 제가무향일대? | 596년 신설되었다. |
| 요양현 | 饒陽縣 | 헝수이 시 라오양현              | 596년 안평현(安平縣), 무루현(蕪蔞縣)의 2개현이 신설되었지만 대업초에 폐지되었다.                                                                             |

## 같이 보기
하간왕